# Лайсніг
Лайсніг (нім. Leisnig) — місто у Німеччині, у землі Саксонія. Підпорядковане адміністративному округу Хемніц. Входить до складу району Середня Саксонія.
Площа — 78,01 км2. Населення становить 8156 ос. (станом на 31 грудня 2020).
Офіційний код — 14 3 75 090.

## Адміністративний поділ
Місто поділяється на 12 міських районів.

## Галерея

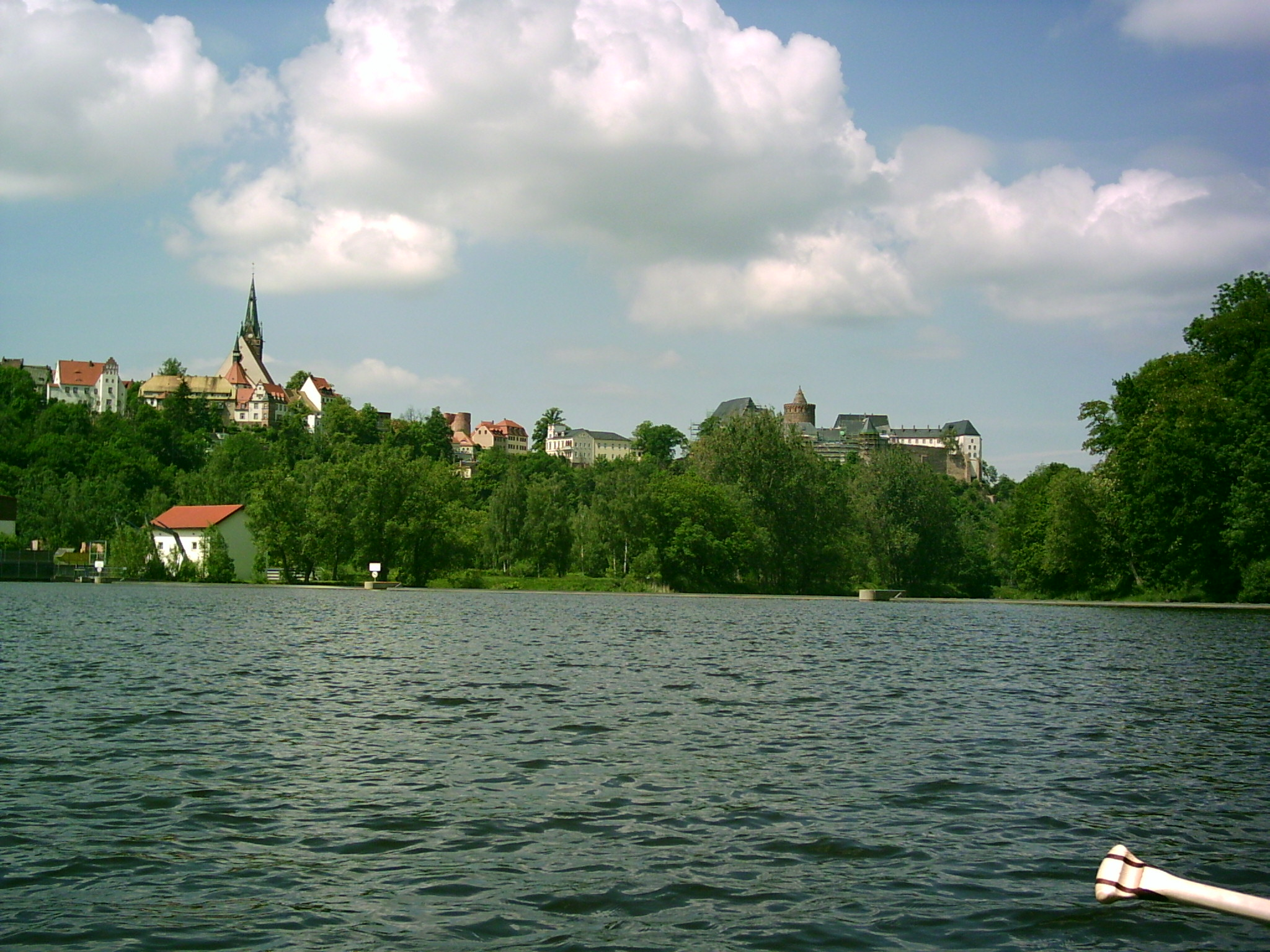
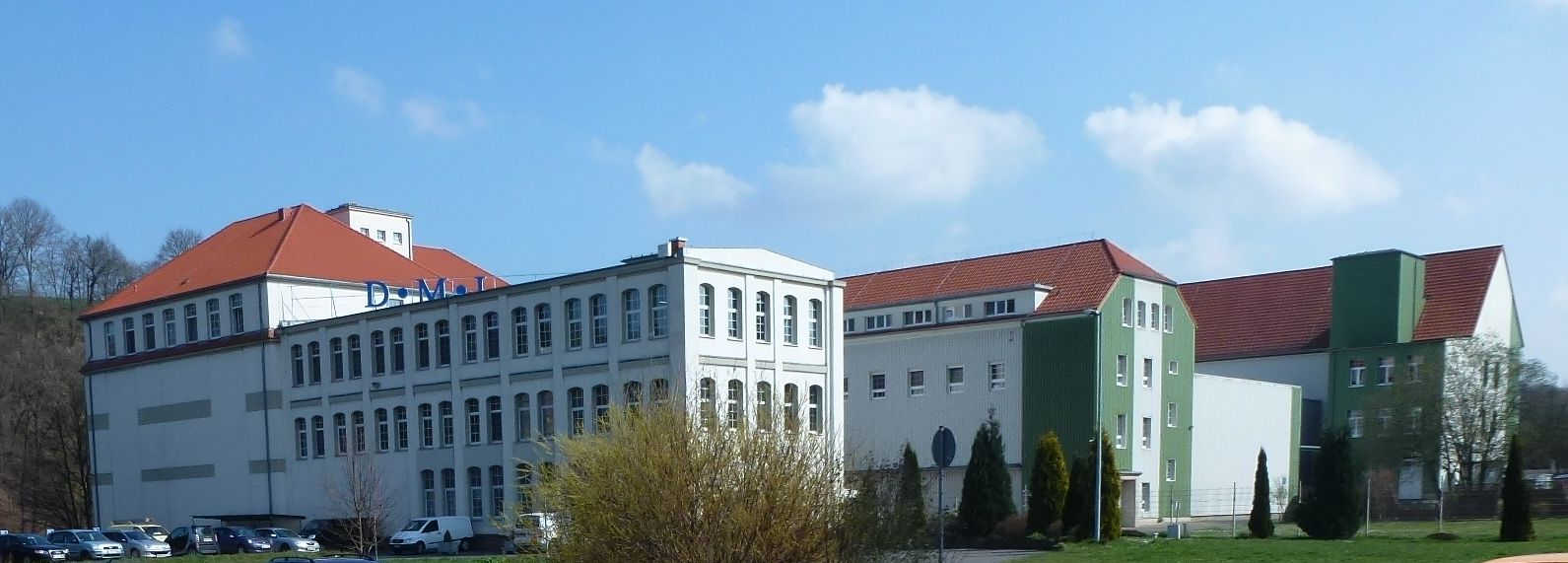
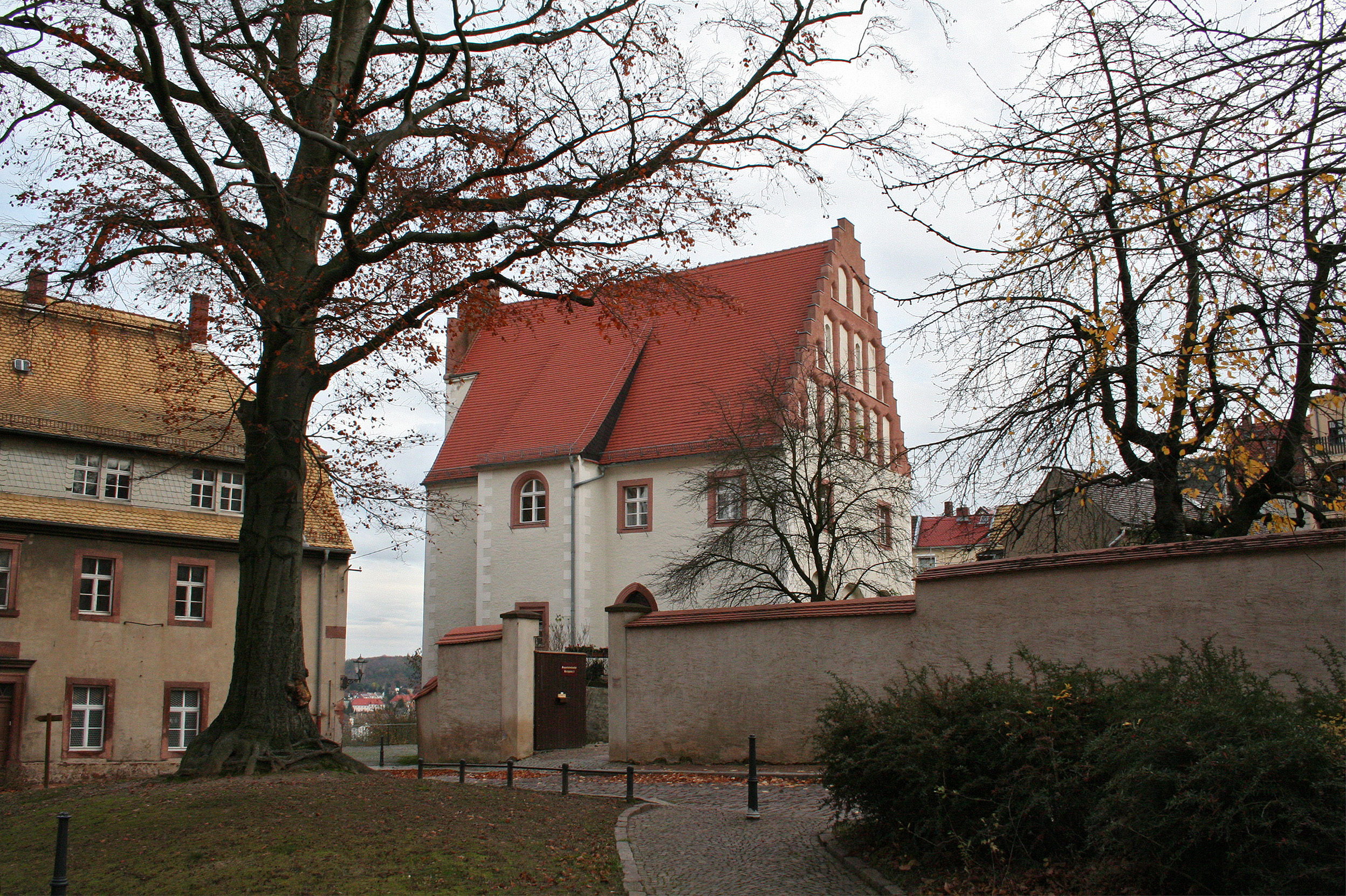
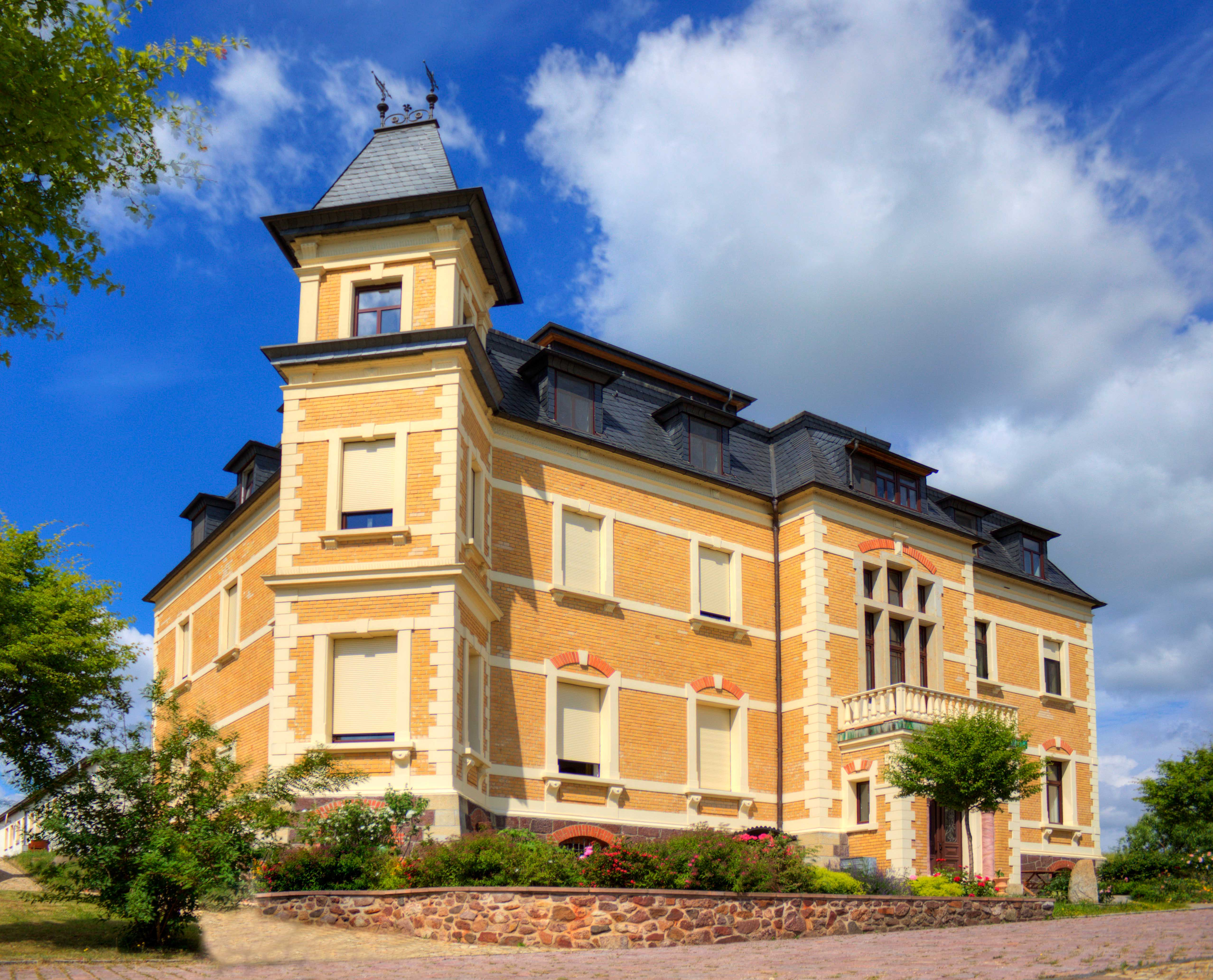
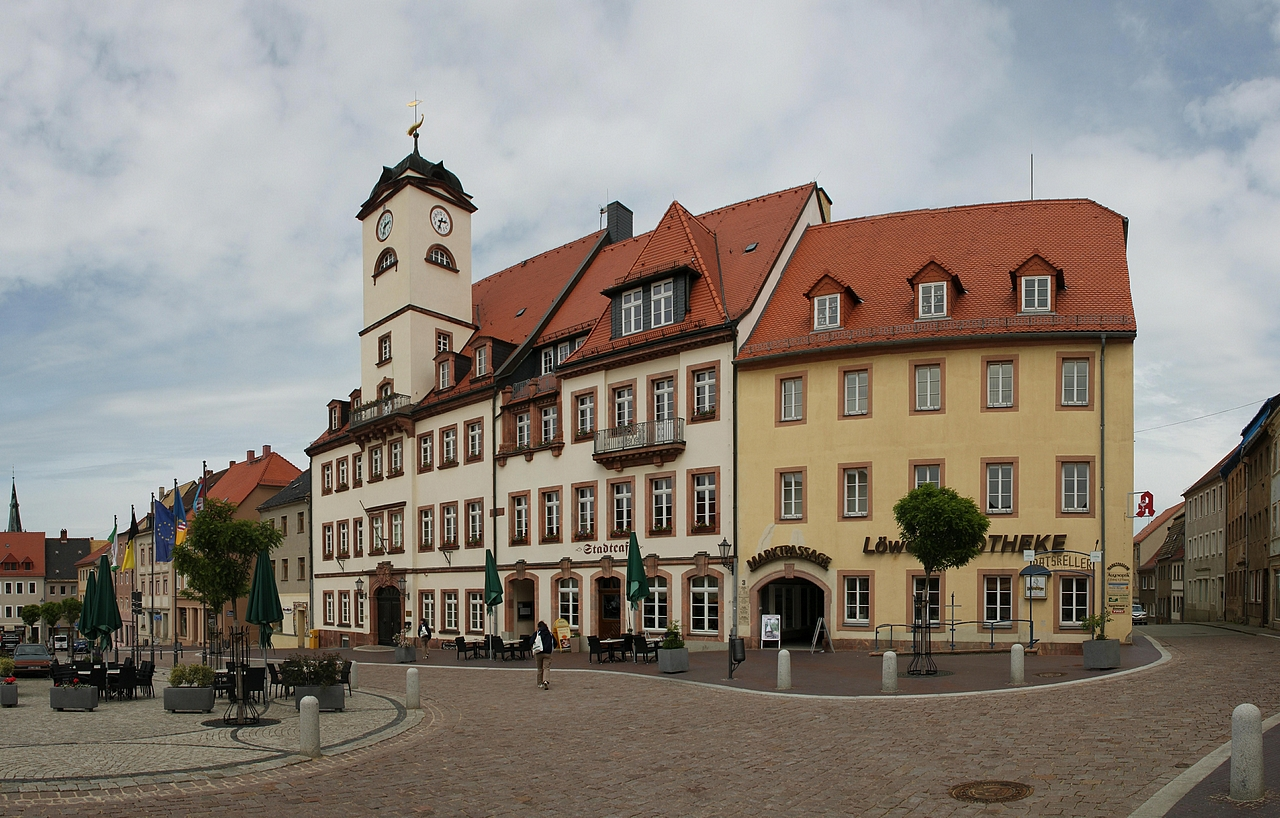
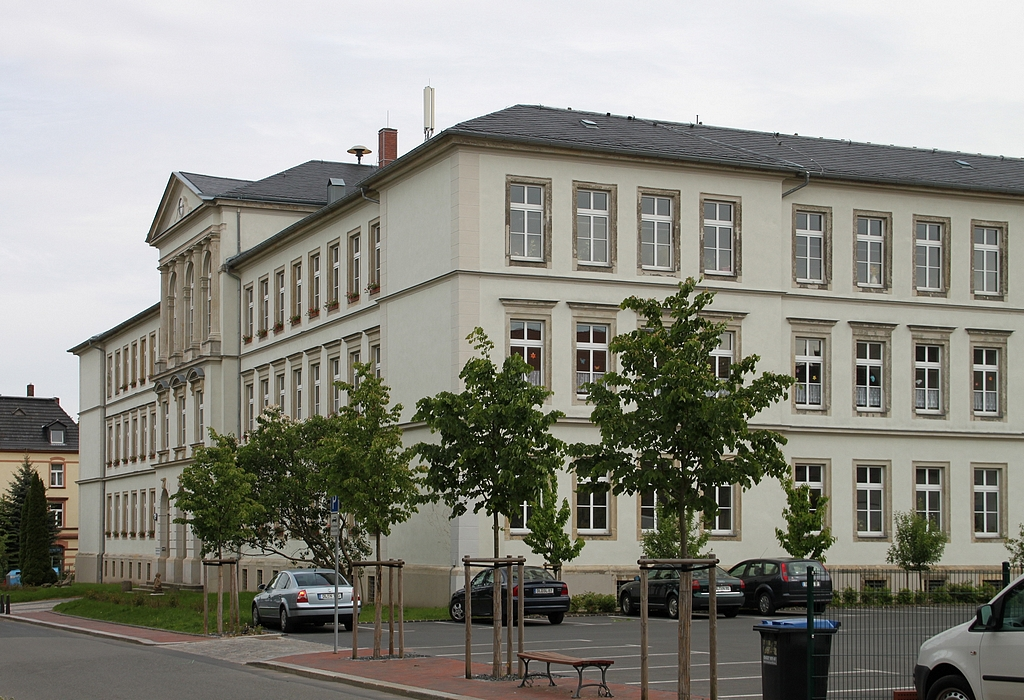

## Персоналії
- Фрідріх Ольбріхт (1888—1944) — німецький генерал від інфантерії.